# Caverne des horreurs
La Caverne des horreurs (en hébreu Ma'arat Ha'Eima מערת האימה) ou Grotte des horreurs est une grotte située en Israël près de la source du Nahal Hever, un cours d'eau du désert de Judée qui naît dans le secteur de Yatta, à proximité de Hébron et se jette dans la mer Morte.
Dans cette grotte (ainsi que dans la « grotte aux lettres »  située un peu plus bas), d'importantes découvertes archéologiques ont été faites, et notamment des documents en rapport avec la révolte de Bar Kokhba (132 - 136). 

## Description
La grotte est située sur la falaise qui forme la rive sud du Nahal Hever. 
Elle a été appelée caverne des horreurs à cause de dix-huit crânes et squelettes qui y ont été découverts, qui, à part deux hommes adultes, appartenaient tous à des femmes et des enfants (huit femmes adultes, un jeune garçon, une jeune fille et six enfants dont le sexe n'a pas été déterminé). Ceux-ci datent de la révolte de Bar Kokhba (132-135), sous le règne de l’empereur Hadrien, et appartiennent à des familles de combattants, mortes à cet endroit alors qu'elles y étaient assiégées, probablement de faim et de soif. Ces grottes ont été utilisées comme cachette par les rebelles juifs pendant cette révolte juive contre les Romains. Les restes de petits camps romains ont également été retrouvés sur le sommet de la falaise au-dessus de chacune des grottes. La forme de leur construction est semblable aux camps du siège romain de Massada : une zone fermée par une clôture, avec des bases rectangulaires et rondes pour les tentes, des traces de fours et d'autres éléments typiques d'un camp romain.
Les sites de ces deux grottes ont été découverts en 1953 en utilisant une longue échelle de corde de 100 mètres. Elles ont été systématiquement explorées de 1960 à 1961 par Yigaël Yadin. Les papyrus ont été publiés en deux volumes, en grec en 1989, puis en hébreu et en araméen en 1991.
On y a aussi retrouvé un important rouleau des Douze prophètes en grec daté du tournant de l'ère commune. Le texte reflète un essai de révision de la première traduction grecque en fonction d'un modèle hébraïque proche du futur texte massorétique.
Dans le but de préserver les biens patrimoniaux des pillages incessants des Bédouins depuis des décennies, les archéologues israéliens fouillent le désert de Judée depuis 2017, et n’ont découvert que quelques morceaux de parchemin sans texte,. En mars 2021, un exceptionnel manuscrit biblique datant également du soulèvement de Bar Kokhba est trouvé dans la grotte des Horreurs. L’Autorité des antiquités d’Israël indique que ces fragments présentent des textes grecs des livres de Zacharie et de Nahum et sont l'une des découvertes les plus importantes depuis celle des manuscrits de la mer Morte. Seize pièces de monnaie font aussi partie des récentes trouvailles.